# Aeropuerto Zenata

El Aeropuerto de Zenata (Aéroport de Tlemcen - Zenata - Messali El Hadj) (IATA: TLM, OACI: DAON), también conocido como Aeropuerto Leïla Sebbar, es un aeropuerto internacional, situado en el municipio de Zenata, Argelia, a 22 kilómetros al noroeste de la capital de la provincia  (wilaya), la ciudad de Tremecén.

## Aerolíneas y destinos
| Aerolíneas  | Destinos                                 |
| ----------- | ---------------------------------------- |
| Aigle Azur  | Marsella, París-Orly, Lille. Estacional. |
| Air Algérie | Argel, París-Orly.                       |